# Dolichognatha aethiopica
Dolichognatha aethiopica är en spindelart som beskrevs av Albert Tullgren 1910. Dolichognatha aethiopica ingår i släktet Dolichognatha och familjen käkspindlar. Inga underarter finns listade i Catalogue of Life.